# Elettrodo di lavoro

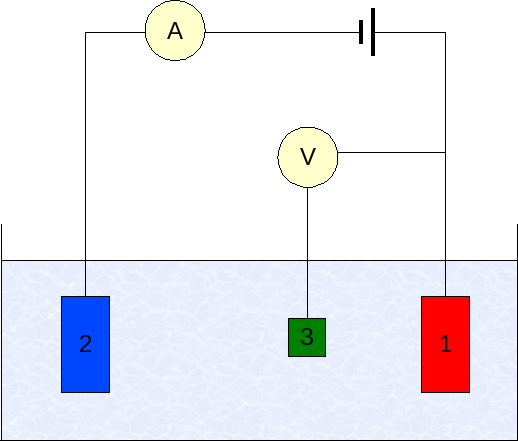
Apparato per la misurazione del potenziale di elettrodo:
1) elettrodo di lavoro
2) elettrodo ausiliario
3) elettrodo di riferimento.

L'elettrodo di lavoro è l'elettrodo in un sistema elettrochimico sul quale avviene la reazione di interesse,
esso è quindi il dispositivo direttamente responsabile della misura. L'elettrodo di lavoro è spesso utilizzato in combinazione con un elettrodo ausiliario, e un elettrodo di riferimento in un sistema a tre elettrodi. In relazione al fatto che la reazione sull'elettrodo sia una riduzione o una ossidazione, l'elettrodo di lavoro può essere considerato catodico o anodico. I comuni elettrodi di lavoro possono consistere di metalli inerti come oro, argento o platino, o elettrodi a carbonio vitreo o pirolitico, o a goccia di mercurio o a film.

## Tipi speciali di elettrodi di lavoro
- Ultramicroelettrodo (UME)
- Elettrodo a disco rotante (RDE)
- Elettrodo ad anello-disco rotante (RRDE)
- Elettrodo a goccia pendente di mercurio (HMDE)
- Elettrodo a goccia di mercurio (DME)